# Baptisteriu

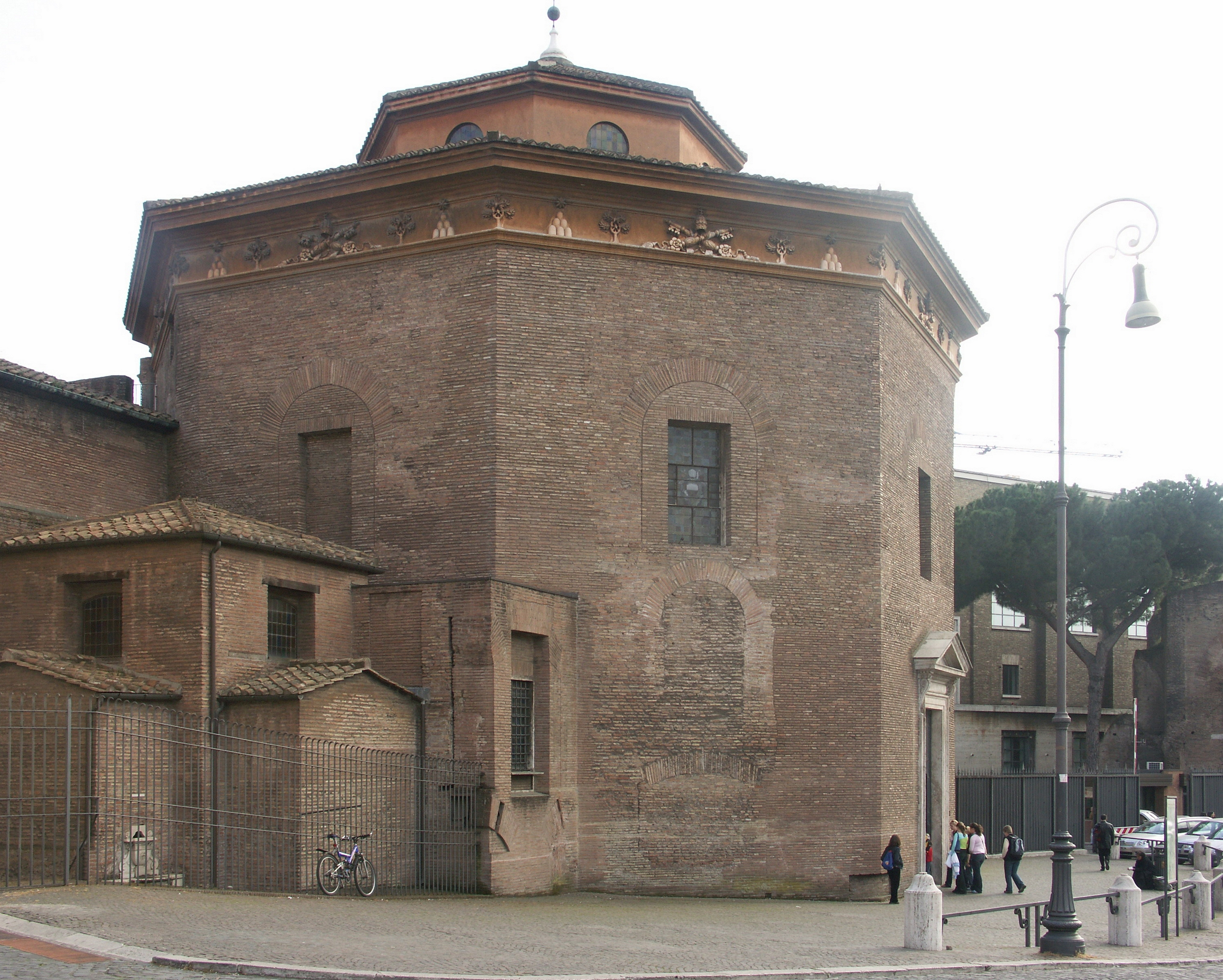
Baptisteriul octogonal al Bazilicii Sfântul Ioan din Lateran, Roma, secolul al IV-lea

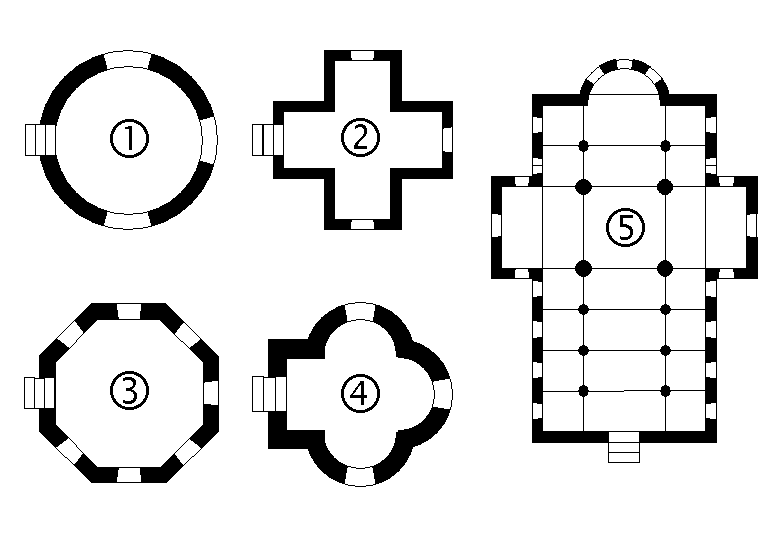
Exemple

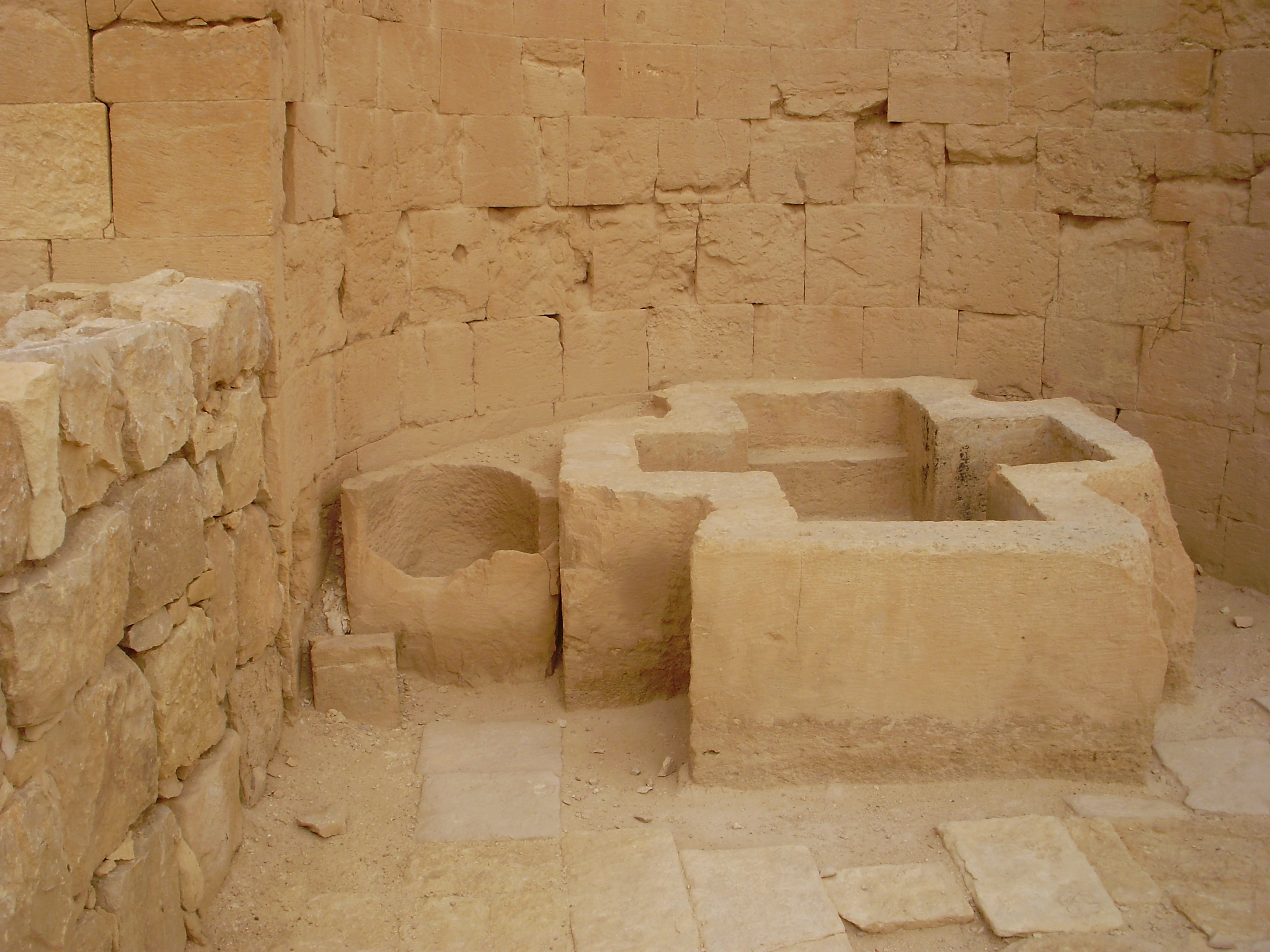
Baptisteriu, Negev, Israel

Baptisteriul este un lăcaș sau încăpere adiacentă unei biserici, care servește drept loc pentru oficierea de botezuri.